# Phoma aquilegiicola
Phoma aquilegiicola är en lavart som beskrevs av M. Petrov 1933. Phoma aquilegiicola ingår i släktet Phoma, ordningen Pleosporales, klassen Dothideomycetes, divisionen sporsäcksvampar och riket svampar.   Inga underarter finns listade i Catalogue of Life.